# DFB-Pokal 1961
DFB-Pokalsieger 1961 war Werder Bremen. Das Finale fand am 13. September 1961 in Gelsenkirchen statt.

## Achtelfinale
| Datum                    |                         | Ergebnis  |                     |
| ------------------------ | ----------------------- | --------- | ------------------- |
| Fr 28.07.1961, 20:00 Uhr | Eintracht Frankfurt     | 2:3 n. V. | 1. FC Köln          |
| Sa 29.07.1961, 17:30 Uhr | VfV Hildesheim          | 1:2       | VfB Stuttgart       |
| Sa 29.07.1961, 17:30 Uhr | SC Tasmania 1900 Berlin | 4:1       | FC Altona 93        |
| Sa 29.07.1961, 17:30 Uhr | 1. FC Saarbrücken       | 0:1       | Werder Bremen       |
| Sa 29.07.1961, 17:30 Uhr | 1. FC Kaiserslautern    | 2:0       | Heider SV           |
| Sa 29.07.1961, 17:30 Uhr | Hamborn 07              | 3:1       | SV Waldhof Mannheim |
| Sa 29.07.1961, 17:30 Uhr | FK Pirmasens            | 3:2       | VfL Bochum          |
| Sa 29.07.1961, 20:00 Uhr | Karlsruher SC           | 7:2       | Wuppertaler SV      |

## Viertelfinale
| Datum                    |                      | Ergebnis  |                      |
| ------------------------ | -------------------- | --------- | -------------------- |
| Mi 16.08.1961, 17:30 Uhr | VfB Stuttgart        | 0:1       | Karlsruher SC        |
| Mi 16.08.1961, 17:30 Uhr | Werder Bremen        | 3:2       | 1. FC Köln           |
| Mi 16.08.1961, 17:30 Uhr | 1. FC Kaiserslautern | 2:1 n. V. | Tasmania 1900 Berlin |
| Mi 16.08.1961, 17:30 Uhr | SF Hamborn 07        | 3:2 n. V. | FK Pirmasens         |

## Halbfinale
| Datum                    |               | Ergebnis  |                      |
| ------------------------ | ------------- | --------- | -------------------- |
| Mi 23.08.1961, 17:15 Uhr | SF Hamborn 07 | 1:2       | 1. FC Kaiserslautern |
| Mi 23.08.1961, 20:00 Uhr | Werder Bremen | 3:2 n. V. | Karlsruher SC        |

## Finale
| Paarung              | Werder Bremen – 1. FC Kaiserslautern |
| Ergebnis             | 2:0 (1:0) |
| Datum                | Mittwoch, 13. September 1961 um 19:30 Uhr |
| Stadion              | Glückauf-Kampfbahn, Gelsenkirchen |
| Zuschauer            | 8.000 |
| Schiedsrichter       | Günter Sparing (Kassel) |
| Tore                 | 1:0 Schröder (10.) 2:0 Jagielski (52.) |
| Werder Bremen        | Heinrich Kokartis, Josef Piontek, Walter Nachtwey, Helmut Schimeczek, Arnold Schütz, Helmut Jagielski, Günter Wilmovius, Willi Schröder, Horst Barth, Willi Soya, Klaus Hänel Cheftrainer: Georg Knöpfle                  |
| 1. FC Kaiserslautern | Wolfgang Schnarr, Jürgen Neumann, Gerhard Miksa, Gerd Schneider, Werner Liebrich, Dieter Pulter, Manfred Feldmüller, Heinrich Bauer, Winfried Richter, Gerhard Settelmeyer, Günther Kasperski Cheftrainer: Günter Brocker |